# Ceratocanthus termiticola
Ceratocanthus termiticola is een keversoort uit de familie Hybosoridae. De wetenschappelijke naam van de soort is voor het eerst geldig gepubliceerd in 1894 door Wasmann.